# Писарівка (Хмільницький район)
Пи́сарівка — село в Україні, у Калинівській міській громаді Хмільницького району Вінницької області.

## Населення

### Мова
Розподіл населення за рідною мовою за даними перепису 2001 року:
| Мова       | Кількість | Відсоток |
| ---------- | --------- | -------- |
| українська | 845       | 99.29%   |
| російська  | 6         | 0.71%    |
| Усього     | 851       | 100%     |

Населення становить 851 особа.

## Освіта
У селі — збудована школа, у якій навчається понад 69 учнів. Школу почали будувати в 1995 році.

#### Історія
Станом на 1885 рік у колишньому власницькому селі Гулівецька Писарівка Калинівської волості Вінницького повіту Подільської губернії мешкало 785 осіб, налічувалось 113 дворових господарств, існували православна церква, постоялий будинок і 2 водяних млини.
1892 в селі існувало 134 дворових господарства, проживало 990 мешканців.
За переписом 1897 року кількість мешканців зросла до 1085 осіб (542 чоловічої статі та 543 — жіночої), з яких 1048 — православної віри.
Село постраждало внаслідок Голодоморів 1932-33 та 1946-47 років, офіційно встановлена кількість загиблих у 1932-33 рр. мешканців складає 126 осіб. Люди, які померли голодною смертю, лежали прямо на дорогах. Були також загиблі й під час Голодомору 1946-47 років, проте точна кількість невідома.
В 1995 році зроблено 4 кілометри доріг з твердим покриттям. Пропущено автобус Калинівка-Писарівка по селі.
12 червня 2020 року, відповідно до Розпорядження Кабінету Міністрів України № 707-р, «Про визначення адміністративних центрів та затвердження територій територіальних громад Вінницької області», увійшло до складу Калинівської міської громади.
19 липня 2020 року, в результаті адміністративно-територіальної реформи і ліквідації Калинівського району, село увійшло до складу новоутвореного Хмільницького району.

## Церква
19 серпня 1995 року було проведено обряд освячення закладки першого каменя під фундамент майбутньої церкви "Святої покрови" в с. Писарівка. Закладено під камінь пляшку-капсулу, яка закоркована з прізвищами тих, хто розпочинав будівництво. Будівельники: Паньків Роман Михайлович, Андрущак Василь Михайлович, Романюк Микола Володимирович, Зелінка Михайло Васильович, Лопата Валерій Михайлович, жителі м. Дрогобич, Львівської області, священник Розман Володимир Петрович, староста Вовк Терентій Степанович, голова Пиндус Василь Васильович, голова Писарівської сільської ради Ткачук Валерій Васильович. В цьому ж році збудовано весь фундамент під будівництво церкви. 
19 серпня 1994 року встановлено металевий хрест і освячено місце під будівництво храму. Освячення хрестів та встановлення їх на куполах відбулось 5 листопада 1988 року. В Будинку культури був обід всіх прихожан села з участю священника Володимира Петровича,старости та керівників села. 
«Писарівський» образ Богородиці
За легендою, у XVIII сторіччі, в день святкування Різдва Іоанна Предтечі, на світанку, мешканка села прийшла до криниці і побачила плаваючу у воді ікону. Звістка про це розійшлася по всьому селу, але ніхто з місцевих жителів не міг вийняти святиню з колодязя. Лише після спільної молитви підняли ікону і з співом перенесли в будинок. Тоді ж стало відомо про перше чудо - під час підняття ікони житель села з пошкодженою рукою зцілився, доторкнувшись до неї.
Звістка про чудесне знайдення ікони швидко поширилася по всій окрузі, люди почали приходити до криниці по воду. Господарю колодязя це не сподобалося, і він його засипав. Незабаром чоловік повністю осліп і тільки через 40 років, перед самою смертю, усвідомив свій гріх і покаявся.
Ікона спочатку перебувала в будинку жінки, яка перша її побачила в колодязі. Але незабаром помітили, що на лиці Божої Матері з'явилася волога. Поверхню ікони ретельно витерли, але волога з'являлася знову і знову. У народі стали говорити, що ікона плаче.
Тоді з благословення священика образ урочисто перенесли в храм Різдва Богородиці сусіднього села Гулівці, оскільки свого храму в Писарівці не було.
На початку ХХ століття для ікони Богородиці був зроблений мідний карбований оклад. А коли незабаром після революції з чудотворним образом здійснювався хресний хід до Калинівського хреста, комсомольці, що перешкоджали молитовній ході, спокусилися блиском мідного окладу, прийнявши його за золотий. Безбожники зробили спробу відібрати ікону у віруючих, але людям вдалося заховати святиню і таємно повернути її в храм.
У 1936 році місцеві активісти-безбожники зруйнували храм і звалили всі ікони у дворі для спалення. Коли викинули чудотворну ікону Божої Матері, вона скотилася вниз з пагорба до одного з будинків. Безбожники забули про ікону, а віруючі сховали її в спеціально зробленому приміщенні з нішею, в яку помістили образ. Тут парафіяни Писарівки і жителі навколишніх сіл молилися Цариці Небесної і просили Її заступництва про припинення гонінь на Церкву і віруючих. А під час фашистської окупації, представник німецької влади, не знайшовши в селі церкви, наказав за добу побудувати будинок для богослужінь. Чудотворну святиню також принесли на нове місце. Але після звільнення Писарівки храм закрили і перебудували під магазин.
Зі страху перед владою ніхто з віруючих не наважувався забрати ікону в свій будинок, тому вона сильно постраждала від вологи. Але це забуття тривало недовго. Ікона стала з'являтися під час сну одному з місцевих жителів, і він зі страху Божого вирішив забрати образ в будинок своєї матері Матрони. 
На прохання господині, черниця, яка проживала в сусідньому селі після закриття Браїлівського монастиря, зробила для ікони оксамитовий оклад з вишитим написом. 
Згодом ікона потьмяніла. І місцевий художник-самоучка зголосився поновити образ, написавши поверх нове зображення. Зображення вийшло грубим і далеким від первісного образу. Берегиня ікони, раба Божого Марфа, робила спроби очистити ікону від пізнішої записи, але, не маючи навичок, не змогла цього зробити. "Писарівський" образ зображає Богородицю з Дитятком на руках, їхні голови спрямовані одна до одної. Цей образ відрізняється від інших ікон Пресвятої Богородиці своїм м'яким, теплим тоном та проникливим поглядом.
Зараз святиня знаходиться в новому кам'яному Покровському храмі села Писарівка.

## Фото

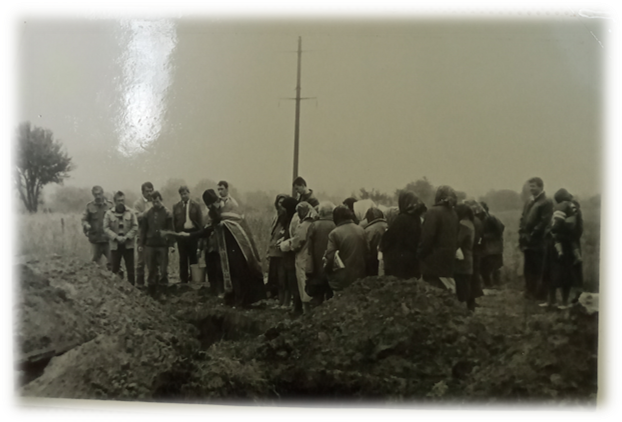
Обряд освячення закладки

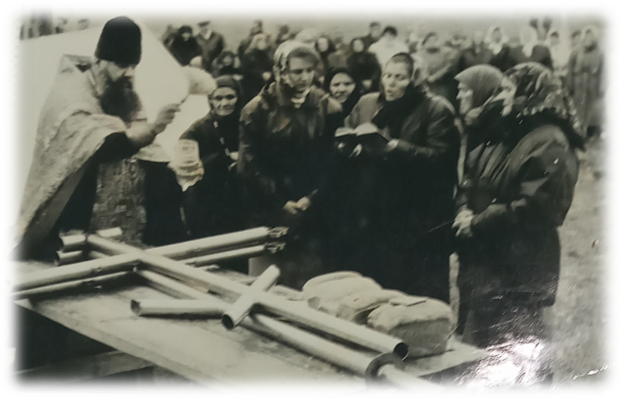
Освячення хрестів

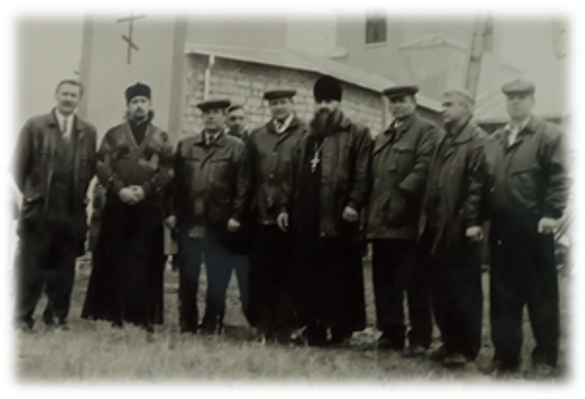
Будівельники церкви

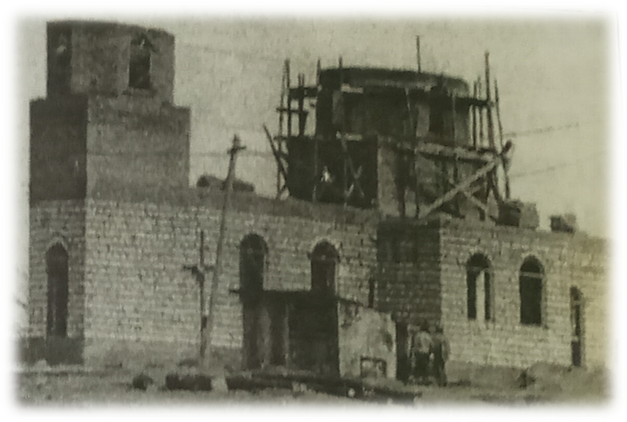
Будівництво церкви в с.Писарівка

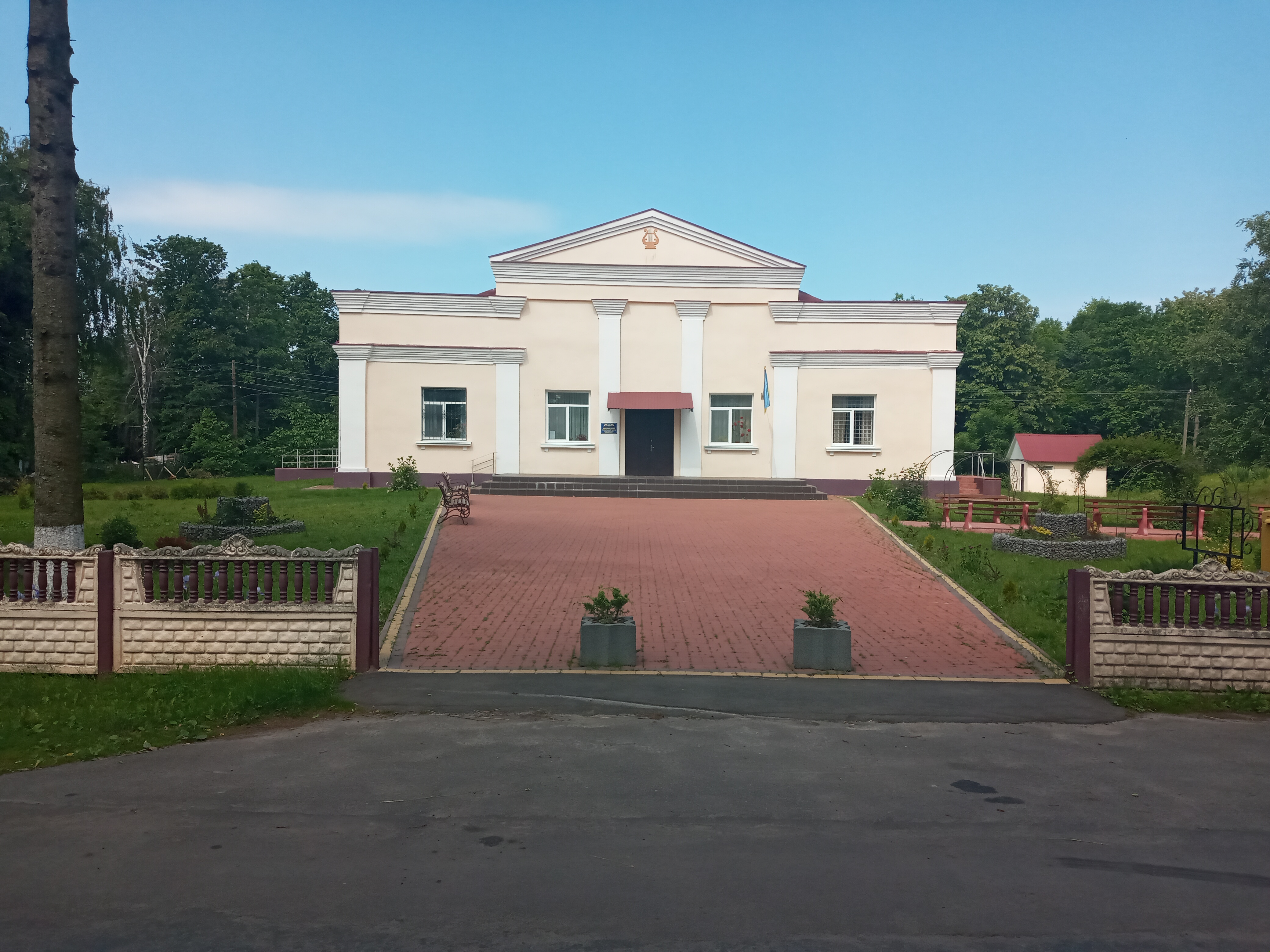
Будинок культури с. Писарівка

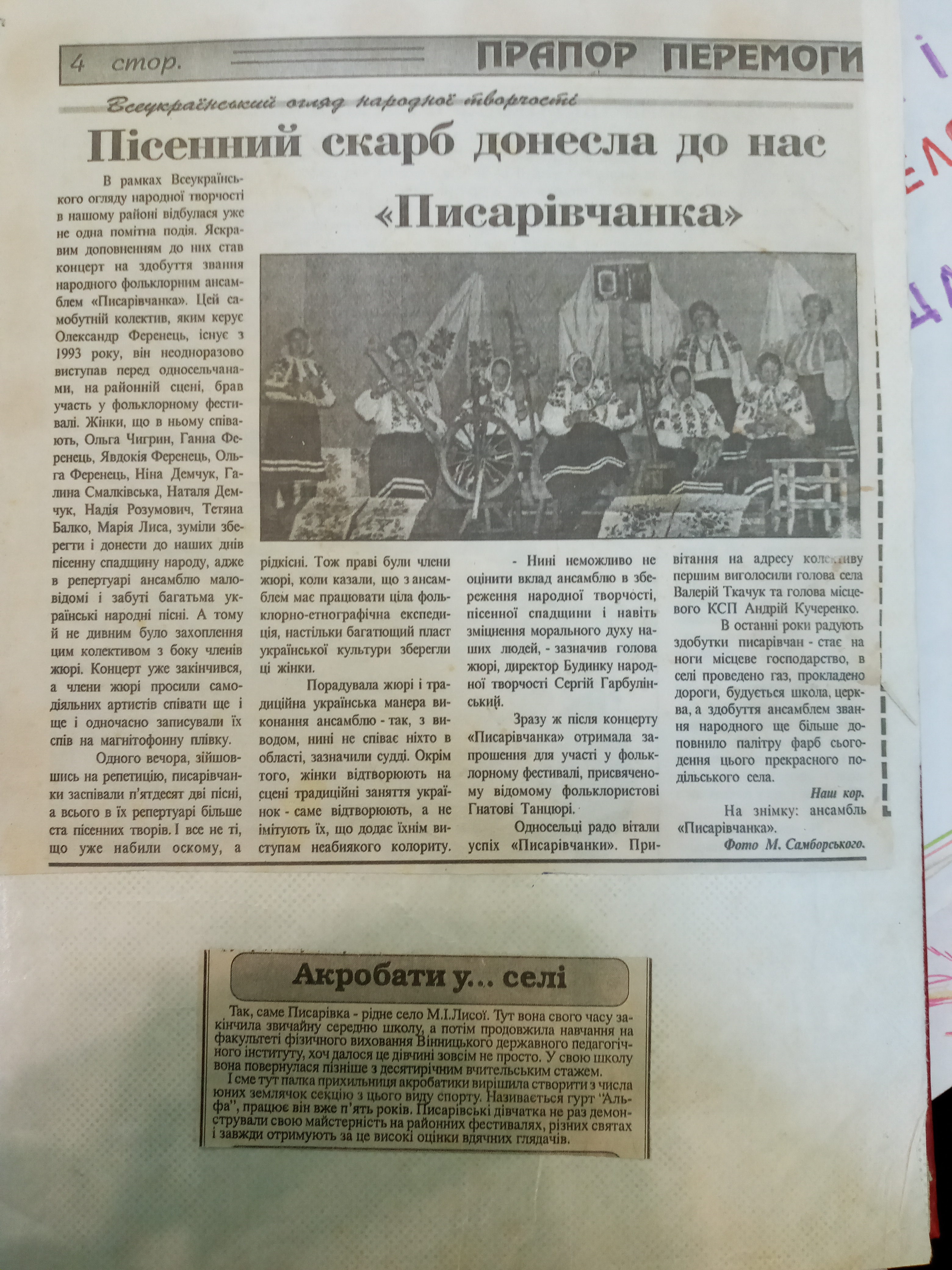
"Писарівчанка"